# Bernard Addison
Bernard Addison (Annapolis (Maryland), 15 april 1905 - Rockville Center, 22 december 1990) was een Amerikaanse jazz-banjoïst en -gitarist. Hij was in de jaren dertig een van de beste ritme-gitaristen.

## Beginjaren
Addison speelde als kind mandoline en viool. In 1920 vertrok zijn familie naar Washington, waar Claude Hopkins een klasgenoot was. Met Hopkins speelde hij later dat decennium in een groep, ook werkte hij samen met Rex Stewart en de Mills Blue Rhythm Band. Hij verhuisde naar New York, waar hij als sideman speelde in Small's Paradise. Rond 1928 verruilde hij de banjo voor de gitaar en speelde hij met Art Tatum in de Milton Senior Band. In die jaren had hij ook eigen groepen, waaronder The Swamplanders en The Seminole Syncopators.

## Jaren dertig en later
In 1930 begeleidde hij Adelaide Hall, maakte hij opnames met de band van Jelly Roll Morton en werd hij lid van de groep van Louis Armstrong, waarmee hij ook in de platenstudio stond. Dankzij Armstrong kwam hij in contact met de jazzsterren van die tijd. Hij speelde in de loop der jaren met Sidney Bechet, Benny Carter, Luis Russell, Henri Allen, Mezz Mezzrow, Sam Wooding en Coleman Hawkins. Hij begeleidde Billie Holiday en Ella Fitzgerald bij plaatopnames. Verder werkte hij met Fats Waller, Fletcher Henderson (1933-1934), Adrian Rollini (1935), Freddy Jenkins (1935, plaatopnames), de Mills Brothers (1936-1939, inclusief een tournee in Europa) en Stuff Smith (1939-1940). Hij leidde een eigen band tot hij in dienst moest, tijdens de Tweede Wereldoorlog. Na de oorlog speelde hij met Snub Mosley en de Ink Spots (1950) en, rond 1958, met Eubie Blake. In de laatste fase van zijn leven was Addison vooral als muziekleraar actief.
Addison kon creatief soleren en was een meester in het single string-spel.
Addison speelde mee op talloze platen, onder andere van J.C. Higginbotham, Henderson, Fats Waller, Duke Ellington, James P. Johnson en Sidney DeParis.

## Discografie
- The Bernard Addison All Stars, 77 Records, 1961